# Cathédrale de Faenza
Pour les articles homonymes, voir Faenza (homonymie).
La cathédrale de Faenza (en italien : Duomo di Faenza),  dédiée à saint Pierre (cattedrale di San Pietro Apostolo), est la cathédrale du diocèse de Faenza-Modigliana en Romagne. Elle se situe sur la Piazza della Libertà à Faenza.

## Histoire
Charles II Manfredi, premier fils de Gian Galeazzo II, avec son frère Federico, évêque de Faenza de 1471 à 1477, voulant apporter le renouveau de la Renaissance à la ville,  choisit de faire bâtir la cathédrale dont il confie le projet à Giuliano da Maiano en 1474. La construction continue avec de nombreuses interruptions jusqu'en 1511.

## Architecture
La cathédrale est de style Renaissance toscane.

### Extérieur
L'ornement en marbre de la façade est resté inachevé. L'intérieur, à trois nefs séparées par des colonnes et piles alternées, est directement inspiré de la basilique San Lorenzo de Florence de Brunelleschi.

### Intérieur
On y trouve de nombreuses œuvres d'art de la Renaissance, des sculptures, les deux tombeaux de saint Térence et saint Émilien de l'école toscane du XVe siècle ainsi que, à gauche du maître-d'autel, dit « autel des reliques »,  le tombeau de saint Savin, sculpté  par Benedetto da Maiano (1476). 
Le corps de saint Pierre Damien (Petrus Damiani en latin et Pier Damiani en italien), repose depuis 1898 dans une chapelle de la cathédrale.

### Sur la place
Devant la cathédrale se dressent les arcades dites Portico degli Orefici, construites vers 1610, et la fontaine monumentale, dont les bronzes sont également du XVIIe siècle.

## Galerie

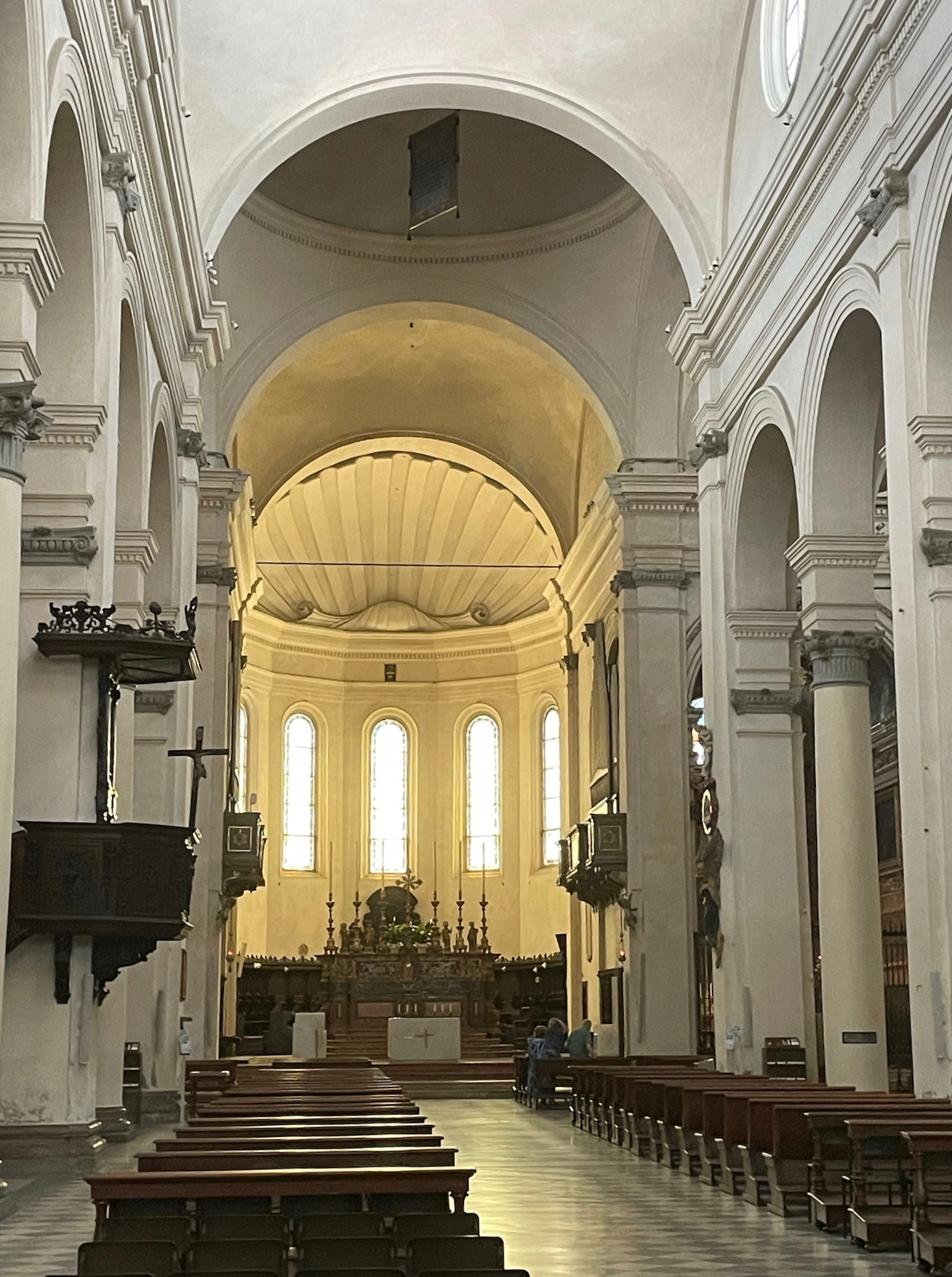
La nef centrale.
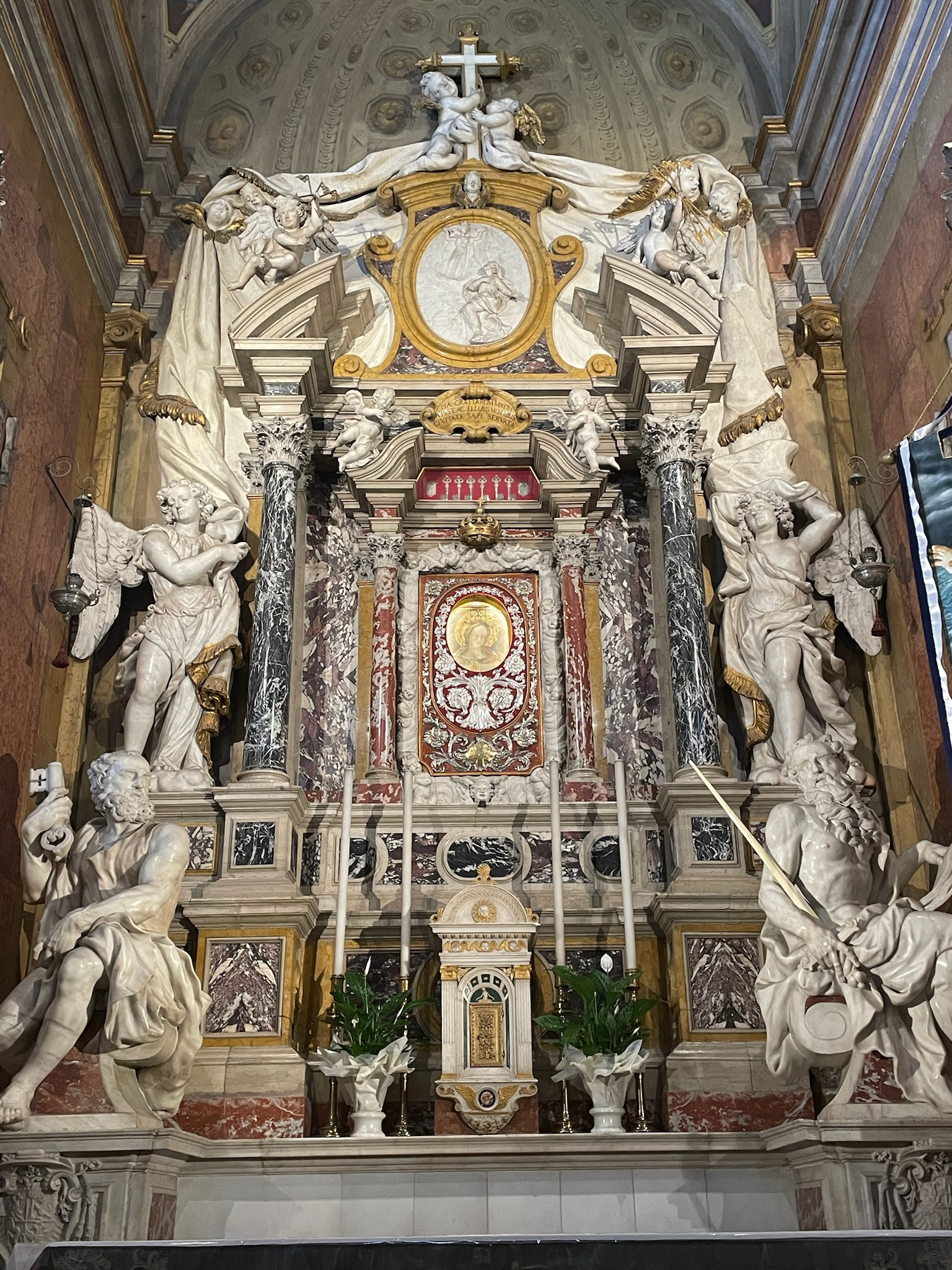
La chapelle Notre-Dame-de-Toutes-Grâces.
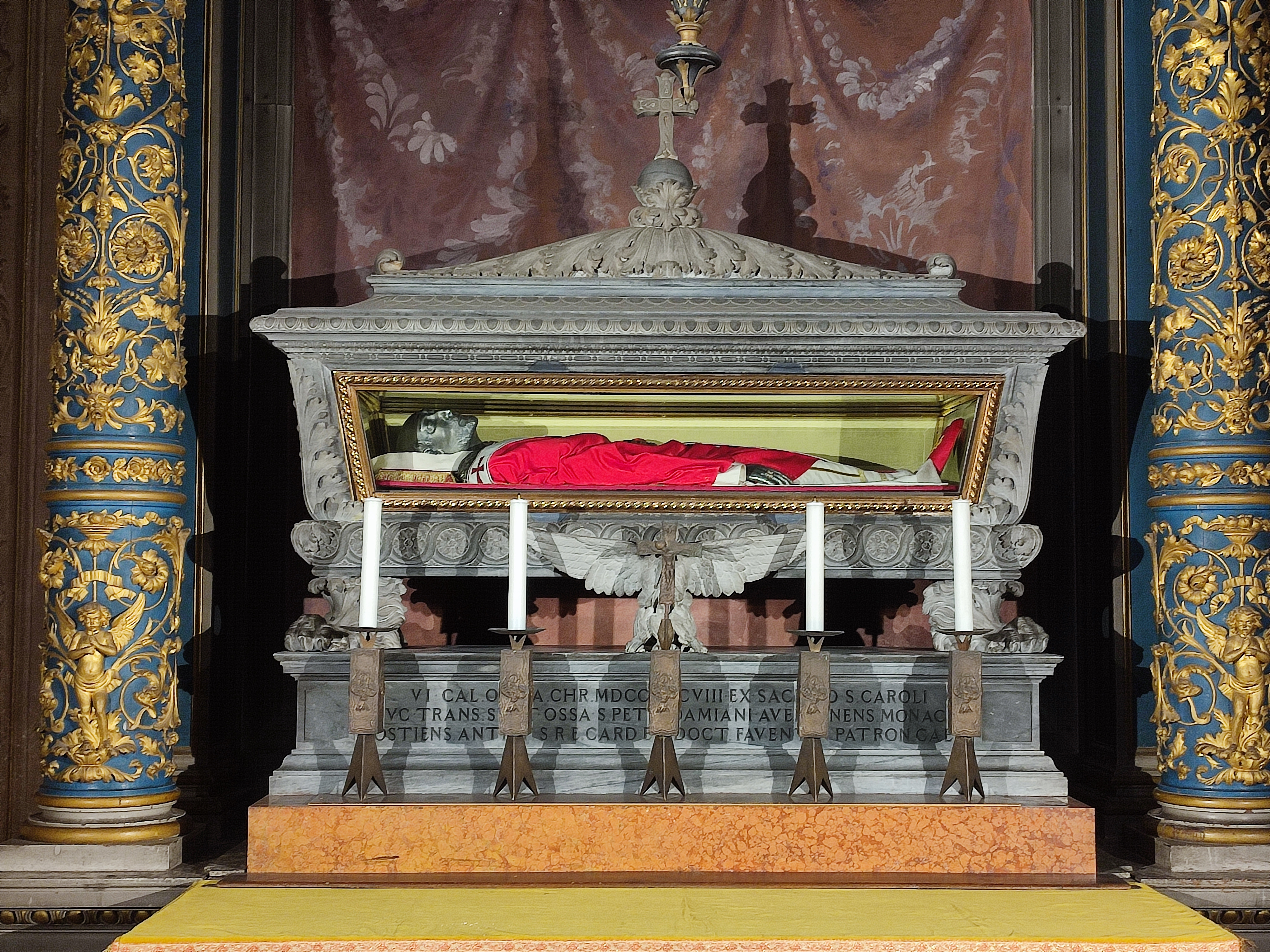
Tombe de saint Pierre Damien.
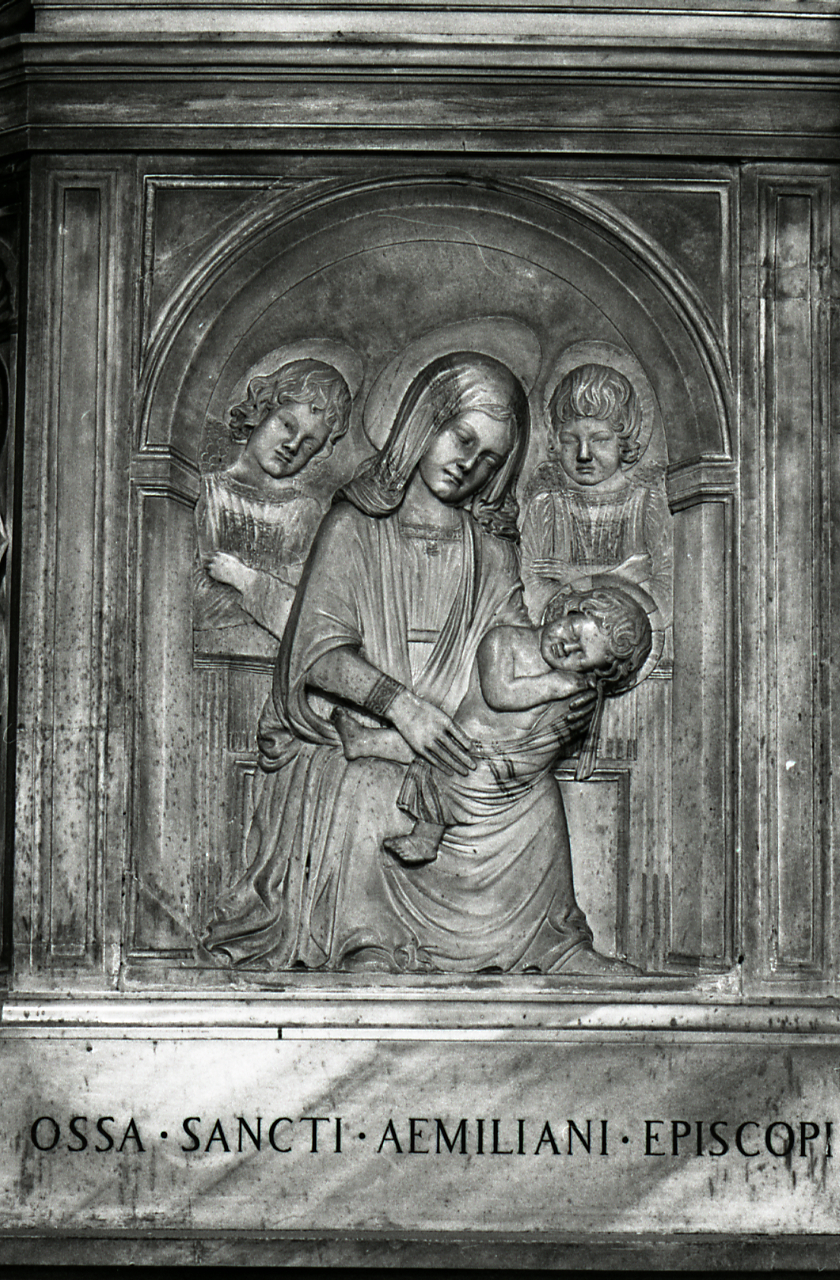
Détail de l'arche de Saint-Émilien.